# Таканавадай (станция)
Станция Таканавадай (яп. 高輪台駅 таканавадай эки) — железнодорожная станция на линии Асакуса, расположенная в специальном районе Минато в Токио. Станция обозначена номером A-06; была открыта 15 ноября 1968 года. Неподалёку от станции расположены несколько больших отелей среди которых: «Grand Prince Takanawa», «New Grand Prince Takanawa», «Le Méridien Pacific Tokyo» и «Takanawa Tobu», а также здание палаты представителей Японии. На станции установлены автоматические платформенные ворота.

## Планировка станции
Одна платформа островного типа и два пути.
| 1 | ○ Линия Асакуса | Готанда, Ниси-Магомэ, Аэропорт Ханэда, Мисакигути                              |
| 2 | ○ Линия Асакуса | Сэнгакудзи, Нихонбаси, Осиагэ, Аэропорт Нарита, Инба-Нихон-Идай, Сибаяма-Тиёда |

## Близлежащие станции
| «              |  | Линия         |  | »                 |
| -------------- |  | ------------- |  | ----------------- |
| Готанда (A-05) |  | Линия Асакуса |  | Сэнгакудзи (A-07) |